# Agathe Bessard
Agathe Bessard (* 28. Januar 1999 in Albertville) ist eine französische Skeletonpilotin. Sie nahm 2016 für Frankreich an den Olympischen Jugendspielen teil und gewann dort die Bronzemedaille.

## Karriere

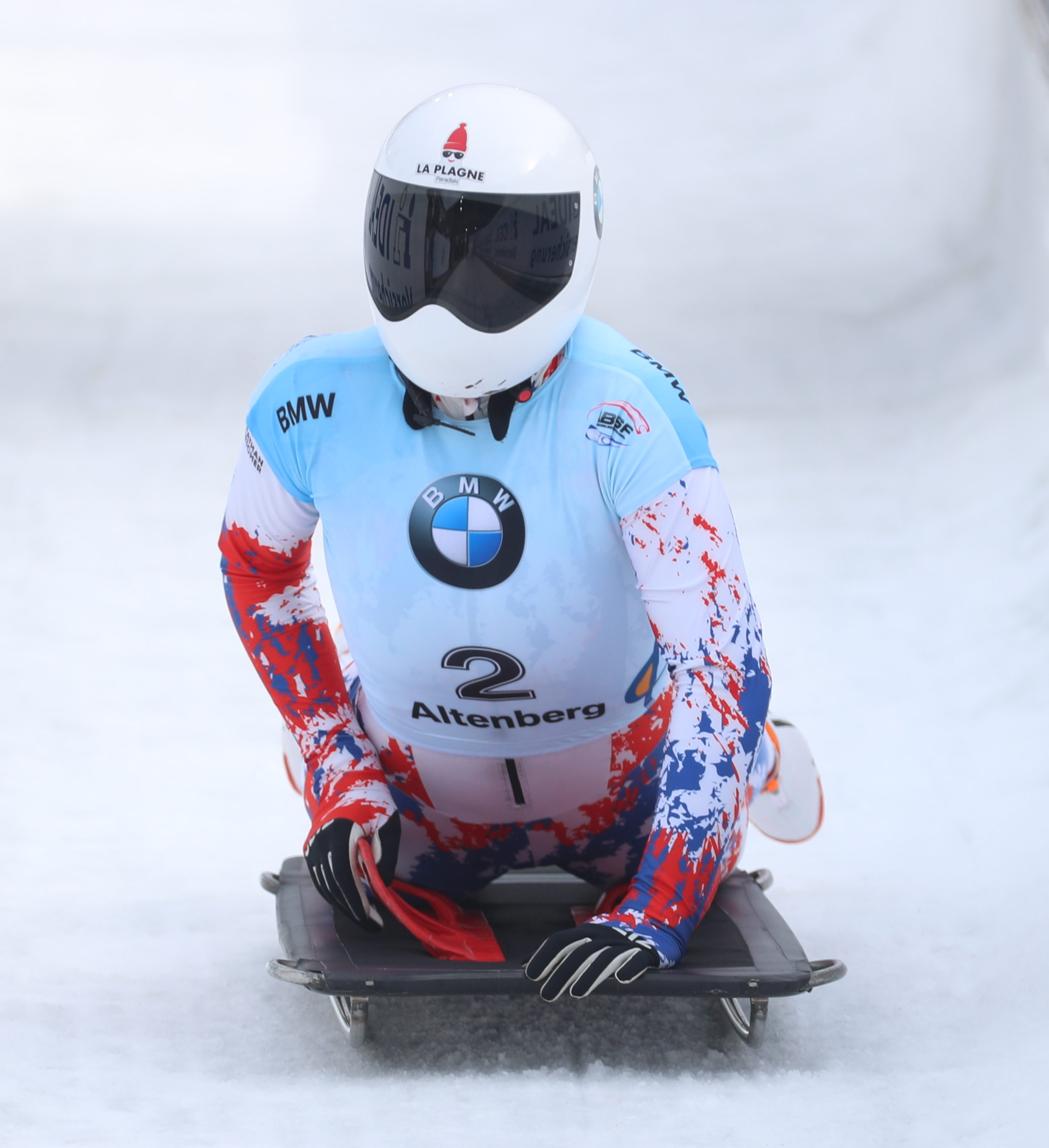
Agathe Bessard bei den Bob- und Skeleton-Weltmeisterschaften 2020 in Altenberg

Die ehemalige Skifahrerin Agathe Bessard wechselte 2014 zum Skeleton und absolvierte in der Saison 2014/15 zwei Wettkämpfe in der OMEGA Youth Series. Während sie am 20. Dezember 2014 in Lillehammer mit dem vierten Platz knapp das Podest verpasste, konnte sie beim Wettbewerb in Innsbruck am 22. Januar auf das Podest fahren und belegte auf dem Olympia Eiskanal Igls den zweiten Platz. Auch in der Saison 2015/16 nahm sie an der OMEGA Youth Series teil und absolvierte jeweils zwei Rennen in Innsbruck und Lillehammer. Dabei schaffte sie die Qualifikation für die Olympischen Jugend-Winterspiele 2016, welche auf der Bahn in Lillehammer ausgetragen wurden. Vor ihren Start bei den Olympischen Jugendspielen nahm sie am 23. Januar 2016 erstmals an einer Skeleton-Juniorenweltmeisterschaft teil und belegte bei der Juniorenweltmeisterschaft in Winterberg den 16. Platz. Bei den Olympischen Jugend-Winterspielen 2016 gewann sie am 19. Dezember 2016 hinter der Britin Ashleigh Fay Pittaway und Hannah Neise aus Deutschland die Bronzemedaille.
In der Saison 2016/17 debütierte Agathe Bessard im Skeleton-Europacup und konnte am 4. November 2016 in Sigulda bei ihrem Debüt den 15. Platz belegen. Nachdem sie am 19. Januar 2017 in Winterberg erneut den 15. Platz belegte und damit ihr bestes Saisonresultat einstellte und in der Gesamtwertung des Europacups mit 125 Punkten den 21. Platz belegte, startete sie am 28. Januar bei der Skeleton-Juniorenweltmeisterschaft 2017 in Sigulda und belegte bei ihrer zweiten Teilnahme den 12. Platz. Zum Abschluss der Saison durfte sie an der Trainingswoche in Pyeongchang teilnehmen. Beim Weltcup-Rennen ging sie aber nicht an den Start.
In die Saison 2017/18 startete Agathe Bessard mit ihrem ersten Podestplatz im Europacup. In Lillehammer belegte am 11. November 2017 hinter den beiden Britinnen Eleanor Furneaux und Brogan Crowley den dritten Platz. Einen Tag später belegte sie beim zweiten Rennen in Lillehammer den fünften Platz und verpasste damit einen erneuten Podestplatz. Nachdem sie auf ihrer Heimbahn in La Plagne am 15. und 16. Dezember 2017 im Europacup den achten bzw. sechsten Platz belegte, debütierte sie am 4. Januar 2018 in St. Moritz im Skeleton-Intercontinentalcup und belegte dabei den 20. Platz. Einen Tag später belegte sie beim zweiten Wettbewerb auf dem Olympia Bob Run St. Moritz–Celerina den 23. Platz. Nachdem sie beim Europacup-Rennen in Altenberg und Innsbruck den fünften bzw. siebten Platz belegte, beendete sie die Saison in der Gesamtwertung des Europacups 2017/18 mit 293 Punkten auf den fünften Platz. Zum Abschluss der Saison nahm sie am 25. Januar 2018 in St. Moritz an der Skeleton-Juniorenweltmeisterschaft 2018 teil und belegte den zehnten Platz.
In der Saison 2018/19 ging sie nur im Europacup an den Start. Nachdem sie am 11. und 12. Januar 2019 in Altenberg den fünften bzw. sechsten Platz belegten, konnte sie am 26. Januar 2019 zum zweiten Mal in ihrer Karriere im Europacup auf das Podest fahren. Hinter der Deutschen Janine Becker und vor Dārta Zunte belegte sie den zweiten Platz. Bei diesen Europacup-Rennen wurde Race-in-Race die Junioren-Europameisterschaft ausgefahren und dabei belegte Agathe Bessard auch den zweiten Platz hinter der Russin Julija Kanakina, welche nur in der Junioren-Europameisterschaftswertung am Start war, und der Lettin Dārta Zunte. Am Ende der Saison belegte Agatha Bessard in der Europacup-Gesamtwertung mit 312 Punkten den fünften Platz. Sie nahm am 3. Februar 2019 an der Skeleton-Juniorenweltmeisterschaft 2019 in Königssee teil und belegte bei dem Rennen auf der Kunsteisbahn Königssee den zehnten Platz und bestätigte damit ihr Resultat aus dem Vorjahr. Zum Abschluss der Saison nahm sie an der französischen Skeleton-Meisterschaft 2019 teil, welche geschlechtsneutral ausgetragen wurde, und belegte dabei hinter Yann Gerente Paquet und vor Aymerick Bonnefoy den zweiten Platz.
Zum Start der Saison 2019/20 debütierte Agathe Bessard im Skeleton-Nordamerikacup. Bei ihrem Debüt belegte sie am 20. November 2019 in Lake Placid den vierten Platz. Einen Tag später belegte sie beim zweiten Wettbewerb auf der Olympia-Bobbahn Mount Van Hoevenberg erneut den vierten Platz. Nach zwei Starts im Intercontinentalcup debütierte Agatha Bessard im Skeleton-Weltcup auf ihrer Heimbahn in La Plagne. Bei diesem Wettbewerb belegte sie den 16. Platz. Nachdem sie am 18. Januar 2020 in Sigulda bereits beim Europacup-Rennen den vierten Platz belegte, konnte sie am 24. Januar in Altenberg erneut einen Podestplatz belegen und fuhr hinter Alina Tararytschenkowa aus Russland und vor Amelia Coltman aus Großbritannien auf den zweiten Platz. Einen Tag später belegte sie auch beim zweiten Rennen auf dem ENSO-Eiskanal erneut den zweiten Platz hinter der Russin Alina Tararytschenkowa und der Italienerin Valentina Margaglio. Bei diesem Wettbewerb wurde Race-in-Race auch die Skeleton-Junioreneuropameisterschaft ausgefahren und Agatha Bessard gewann wie im Vorjahr die Silbermedaille.
Nach den beiden Podestplätzen im Europacup startete Agatha Bessard in Winterberg bei der Skeleton-Juniorenweltmeisterschaft 2020 und belegte in der Veltins-Eisarena den neunten Platz. In der Woche darauf startete sie zum zweiten Mal in ihrer Karriere im Weltcup und belegte beim Rennen in Sigulda mit dem elften Platz erstmals eine Top-15-Platzierung. Beim Wettbewerb in Sigulda wurde Race-in-Race auch die Skeleton-Europameisterschaft ausgetragen, bei welcher sie ebenfalls den elften Platz belegte. Durch ihre Ergebnisse in dieser Saison konnte sie sich zum ersten Mal in ihrer Karriere für die Bob- und Skeleton-Weltmeisterschaften qualifizieren und belegte bei den Bob- und Skeleton-Weltmeisterschaften 2020 nach Vierläufen auf den ENSO-Eiskanal in Altenberg den 14. Platz.